# Forest Garden
Forest Garden es una variedad cultivar de ciruelo (Prunus hortulana), encontrada como ejemplar silvestre en los bosques que bordean el río Cedar, cerca de Cedar Rapids (Iowa). 'Forest Garden' tiene fruto de tamaño bastante grande, redondeado ovado o casi ovalado, ligeramente comprimido, mitades iguales; epidermis tiene una piel  gruesa, resistente, ligeramente astringente, adherente, de color en tonos rojo claro u oscuro, cubierto de una fina pruina, puntos numerosos, rojizos, visibles, tienen una pulpa de color amarillo dorado oscuro, jugosa, gruesa, fibrosa, fundente, dulce junto a la piel pero más bien ácida hacia el centro, con un sabor fuerte y peculiar, aromática; de regular a buena. Tolera las zonas de rusticidad según el departamento USDA, de nivel 5 a 9.

## Historia
'Forest Garden' proviene de una ciruela silvestre encontrada en los bosques que bordean el río Cedar, cerca de Cedar Rapids (Iowa), por Thomas Hare, e introducida en los circuitos comerciales por H. C. Raymond, de los viveros «Forest Garden Nurseries», Council Bluffs (Iowa), alrededor de 1862. La «American Pomological Society» colocó la variedad en su lista de catálogo de frutas en 1883, la eliminó en 1891 y la reemplazó en 1897.
La ciruela 'Forest Garden' ha sido descrita por : 1. Minn. Hort. Soc. Rpt. 81. 1882. 2. Am. Pom. Soc. Cat. 42. 1883. 3. Minn. Hort. Soc. Rpt. 412. 1889. 4. Ia. Hort. Soc. Rpt. 55. 1890. 5. Cornell Sta. Bul. 38:37, 86. 1892. 6. Mich. Sta. Bul. 118:53. 1895. 7. Wis. Sta. Bul. 63:24, 37. 1897. 8. Wis. Hort. Soc. Rpt. 136. 1899. 9. Waugh Plum Cult. 148. 1901. 10. Can. Exp. Farm Bul. 43:30. 1903. 11. Ohio Sta. Bul. 162: 254, 255. 1905. 12. S. Dak. Sta. Bul. 93:17, 49 & 54 Pl. 1905.

## Características
'Forest Garden' hace un árbol de tamaño mediano a grande, a menudo muy vigoroso, extendido, con porte rastrero, con tendencia a la copa plana, perfectamente resistente, de productividad variable, algo susceptible al hongo de los agujeros de bala; tronco pequeño en proporción al tamaño del árbol, peludo; ramas más bien ásperas, en zigzag y propensas a partirse, espinosas, de color marrón ceniza oscuro, con numerosas y pequeñas lenticelas; ramillas gruesas, largas, esbeltas; hojas plegadas hacia arriba, alargadas ovaladas u obovadas, parecidas a un melocotón; época de floración tardía y larga; flores que aparecen con las hojas; blancas, con un olor fuerte y desagradable; nacen en racimos densos pero dispersos en brotes laterales y espolones, en grupos de tres o cuatro la variedad parece resistente dondequiera que se cultive el melocotonero y prospera en los mismos tipos de suelos: arenas, gravas y margas ligeras. El árbol es susceptible a enfermedades, y a menos que se riegue adecuadamente, puede tener una vida corta.
'Forest Garden' tiene una talla de fruto bastante grande, redondeado ovado o casi ovalado, ligeramente comprimido, mitades iguales; cavidad poco profunda, ancha, ensanchada; sutura en línea; ápice redondeado o algo puntiagudo; epidermis gruesa, resistente, ligeramente astringente, adherente, de color en tonos rojo claro u oscuro, cubierto de una fina pruina, puntos numerosos, rojizos, visibles; pedúnculo delgado, glabro, que se desprende del fruto en la madurez;pulpa de color amarillo dorado oscuro, jugosa, gruesa, fibrosa, fundente, dulce junto a la piel pero más bien ácida hacia el centro, con un sabor fuerte y peculiar, aromática; de regular a buena.
Hueso está adherido, pequeño a mediano, ovalado, turgente, roma y ligeramente aplanada en la base, que termina en una punta abrupta pero afilada en el ápice, casi lisa; sutura ventral estrecha, ligeramente estriada; sutura dorsal aguda.
Su tiempo de recogida de cosecha es variable en temporada, que suele ser tardía y corta a finales de agosto.

## Usos
Las ciruelas 'Forest Garden' es buena como producto comestible en fresco, y además tienen aplicaciones en postres de cocina como tartas, pasteles, y mermeladas.
La variedad también se recomienda a los cultivadores de ciruelos para posibles cruces con otras variedades en los que se quieran mejorar ciertas características, y a quienes lo deseen como planta ornamental o como curiosidad.